# 842
سنة 842 م كانت سنة بسيطة تبدأ يوم الأحد (الرابط يظهر نموذج التقويم الكامل للسنة) من التقويم اليولياني. بدأت تسمية السنة ب842 منذ العصور الوسطى المبكرة، عندما أصبح تقويم أنو دوميني هو الأسلوب السائد في أوروبا لتسمية السنوات.

## أحداث
- وفاة أبو إسحاق محمد المعتصم بالله ثامن الخلفاء العباسيين عن عمر يناهز 48 عام.

## مواليد
- المنذر بن محمد
- الموفق بالله أمير عباسي

## وفيات
- ألفونسو الثاني ملك أستورياس
- المعتصم بالله الخليفة الثامن للدولة العباسية
- ثيوفيلوس